# Děčín-Čertova Voda
Děčín-Čertova Voda – przystanek kolejowy w miejscowości Děčín, w kraju usteckim, w Czechach. Znajduje się na wysokości 135 m n.p.m.
Jest zarządzany przez Správę železnic. Na przystanku nie ma możliwości zakupu biletów, a obsługa podróżnych odbywa się w pociągu.

## Linie kolejowe
- 083 Děčín – Bad Schandau (– Dresden-Neustadt)